# 벤가르단
벤가르단(영어: Ben Gardane, 아랍어: بن قردان)은 튀니지 메드닌 주의 도시이다. 인구는 79,912명(2014년)이다.
 위키미디어 공용에 Bangardan 관련 미디어 자료가 있습니다.